# Madame de Sévigné
Marie de Rabutin-Chantal, markiezin de Sévigné (Parijs, 5 februari 1626 – Grignan (Provence), 18 april 1696) behoorde tot de hoge Franse adel en werd als schrijfster bekend door haar brieven, die tot de klassieken in de Franse literatuur worden gerekend.

## Leven en werk
Mme de Sévigné stamde uit een oude Bourgondische familie. Nadat haar man in een duel om een minnares om het leven was gekomen (1651), wijdde ze zich volledig aan haar twee kinderen. Toen haar dochter in 1669 trouwde met de graaf van Grignan en twee jaar later naar de Provence verhuisde, ontstond tussen Marie de Sévigné en haar dochter een van de origineelste briefwisselingen uit de Franse literaire geschiedenis.
De brieven van Mme de Sévigné, merendeels dus gericht aan haar dochter, getuigen niet alleen van een levendige schrijftrant, maar bovenal van haar "kunst van vertellen". Veel van wat ze vertelt heeft ze niet zelf meegemaakt: ze schept een eigen visie van de wereld, vooral bedoeld om de leegte te vullen van de afwezigheid van haar dochter. Haar taal getuigt van gevoelens die hun diepgang vinden in wat Proust later "intermittences du coeur" zou noemen: het beurtelings wegblijven en weer terugkeren van hartstocht op het ritme van afscheid en weerzien. De briefwisseling van Mme de Sévigné is bij uitstek representatief voor het classicisme en wordt van grote waarde geacht, niet alleen vanwege haar persoonlijke (soms mondaine) kijk op historisch getinte anekdoten, maar vooral wegens de literaire en psychologische context waarin deze anekdoten zijn geplaatst. Haar toegang tot het hof van koning Lodewijk XIV maakte dat ze de Franse politiek en de wereldpolitiek op de voet kon volgen. Door haar geschriften is het inzicht in de periode die zij overzag, voor de geschiedenis verscherpt.

## Trivia
In 1985 werd een inslagkrater op de planeet Venus naar haar vernoemd.